# Thanh Sơn, Đồng Nai
Thanh Sơn là một xã thuộc tỉnh Đồng Nai, Việt Nam.
Xã Thanh Sơn có diện tích 315,79 km², dân số năm 2019 là 55.679 người, mật độ dân số đạt 159 người/km².

## Hành chính
Xã Thanh Sơn được chia thành 8 ấp: 1, 2, 3, 4, 5, 6, 7, 8.